# Personnages de Dilbert
La bande dessinée américaine Dilbert de Scott Adams emploie de nombreux personnages stéréotypés.

## Dilbert
Dilbert est un ingénieur diplômé du MIT. C'est le personnage principal du comic. Il est dessiné assez sommairement avec un gros nez, des lunettes sans yeux, pas de bouche, et une cravate rayée toujours recourbée vers le haut avec désinvolture. Il est le seul employé compétent de son entreprise ce qui lui interdit d'emblée toute chance de promotion.
Il occupe une place légèrement ambiguë dans son entreprise de haute technologie. D'un côté, il est la voix de la raison et du bon sens, par opposition à l'océan d'incongruités et d'absurdités dans lequel il baigne. D'un autre côté, on sent que sa consternation le pousse au cynisme et au sarcasme ; il accepte alors passivement les « règles du jeu », et s'en accommode.
Dilbert est aussi la caricature d'un intellectuel légèrement introverti, froid et rationnel. C'est un grand incapable en amour ; on le voit parfois en rendez-vous galant, mais il échoue invariablement aux exercices de séduction.

## Richard

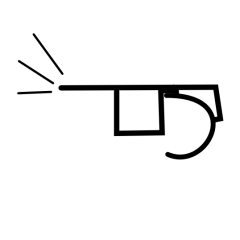
Richard (nez et lunettes)

Richard (Wally en V.O) est un collègue de Dilbert qui passe son temps à glander au bureau, affublé d'épaisses lunettes carrées et d'une éternelle tasse de café. Pour oublier un peu sa situation de loser pathétique et sa solitude en dehors de l'entreprise, il élabore des stratagèmes rigolos pour :
- éviter toute forme de travail productif,
- tourner en ridicule le Boss à Tête de Pioche.

Totalement dépourvu de loyauté envers son employeur, Richard assume cyniquement sa propre paresse (bien qu'il réfute ce terme, s'estimant inutile et non paresseux), et plus généralement l'organisation kafkaïenne de sa boîte et de la société américaine. Son cynisme a depuis longtemps dépassé le stade de la résignation : il est atteint de schadenfreude et aime ricaner du malheur de ses collègues autant que de ses supérieurs hiérarchiques. Certains indices montrent qu'il serait en réalité très capable s'il se décidait à travailler : il humilie notamment un junior voulant jouer sur son terrain en lui faisant remarquer que son faux plan causerait de gros dommages au réseau de l'entreprise, tout en lui conseillant de ne pas le défier sur le terrain du réseau.
Richard est l'archétype de l'employé improductif et paresseux, qui trouve naturellement sa place dans une grande entreprise hiérarchisée dont la gestion serait approximative. Dans son livre Seven Years of Highly Defective People, Adams explique qu'un de ses collègues à Pacific Bell voulait se porter volontaire au prochain plan de licenciement, ce qui serait pécuniairement plus intéressant qu'une retraite standard. Ce collègue a donc accepté une certaine mission dans le but de se faire bientôt virer. Adams s'est inspiré de cette personne pour créer le personnage de Richard. Il a aussi évoqué le cas d'un autre collègue qui avait fait une énorme bêtise. Cette bourde suffisait à le priver de tout espoir d'avancement dans l'entreprise, mais ne justifiait pas un licenciement sec. Aussi ce collègue venait-il chaque jour ouvrable, et ne faisait plus rien.

## Alice

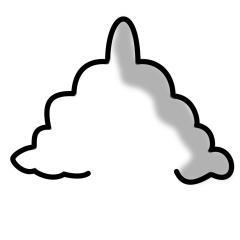
La chevelure triangulaire d'Alice

C'est une collègue de Dilbert, la seule personne vraiment travailleuse et productive de tout le département. Sa grande chevelure bouclée en forme de triangle est très caractéristique. Son personnage est inspiré d'une ancienne collègue de Scott Adams, qui (paraît-il) était capable de faire pleurer deux hommes par jour.
Alice est rarement récompensée pour son dur labeur... Son caractère est diamétralement opposé à celui de Richard, qui « ne glande rien » tout en n'étant ni plus ni moins gratifié qu'elle.
Elle ressent également des vexations issues de son statut de femme ingénieure. Aussi applique-t-elle la tolérance zéro en matière de toute forme de discrimination dont elle se sent victime.
Alice a du tempérament... celui-ci s'exprime souvent par diverses formes de violence physique, notamment son fameux poing de la mort. Pour illustrer ceci, on notera par exemple qu'elle envoie régulièrement le Boss à Tête de Pioche faire un vol plané à travers le département, et que sa distance de vol s'améliore un peu à chaque fois. Il semble également directement connecté à son intuition car son poing la titille quand elle pressent que quelque chose qui ne va pas lui plaire va arriver, elle a également toutes les peines du monde à le contrôler, quand elle y parvient (rarement) cela lui demande un gros effort mental.
Il faut remarquer que dessiner une femme violente avec les hommes est « relativement » politiquement correct. Adams suit en ce sens la voie ouverte par Charles Schulz, qui expliquait : « Une fille qui frappe un garçon, c'est drôle. Un garçon qui frappe une fille, ce n'est pas drôle ».

## Boss à tête de pioche

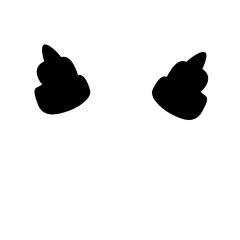
Les cheveux pointus du Boss à Tête de Pioche

Le Boss à Tête de Pioche est le chef de Dilbert. Il se caractérise notamment par sa totale incompétence et son manque de sagacité. C'est lui qui possède le pouvoir dans son département, et il correspond hiérarchiquement à un cadre supérieur. Dans l'adaptation de Dilbert en dessin animé, il est moins stupide et plus machiavélique.
Le Boss à Tête de Pioche n'a pas de nom. Il représente symboliquement l'ensemble des managers incompétents, dont il rassemble toutes les tares et aucune qualité, qui se maintiennent à leur place dans les organisations fortement hiérarchisées grâce au principe de Dilbert.
Parmi ses défauts, citons son incompréhension totale de la technologie (ses employés lui ont confié un écran magique, appelé ardoise magique dans la version française, en guise d'ordinateur portable), son incapacité à faire quoi que ce soit d'utile (ne sachant pas ce qu'il produit, il doit le demander à sa secrétaire, qui répond « du dioxyde de carbone »), son souci permanent de faire des reproches aux employés (cherchant les fautes d'orthographe dans 100 pages... photocopiées) et son absence totale d'écoute (les employés n'ont le droit de se plaindre que quand il porte un baladeur).
Il est néanmoins redoutable quand il s'agit de détecter les mauvaises manies de ses employés et de les retourner contre eux, ce qui lui permet de se sortir régulièrement de situations délicates.
Il a acquis une telle notoriété aux États-Unis que le syntagme Pointy-Haired Boss ou « PHB » est devenu un raccourci courant pour désigner un chef incompétent, despotique ou borné. Étonnant pour un personnage qui n'a pas de nom, que de devenir un mot du langage (en revanche l'abréviation « BTP » en français n'est guère utilisée qu'au sein de la BD elle-même).

## Dogbert

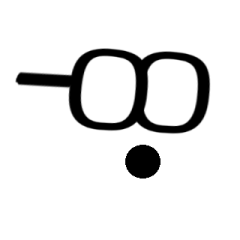
Dogbert (truffe et lunettes)

Dogbert est le chien de Dilbert. À côté de son rôle d'animal de compagnie, Dogbert vend ses services à l'entreprise où travaille Dilbert et projette de dominer le monde.
Son tempérament est explicitement méprisant et mégalomane. En attendant de devenir un empereur incontesté régnant sur une humanité esclave, il arnaque les multinationales, tantôt comme consultant véreux, tantôt comme téléassistant (hotliner) irascible.
Pour fixer les idées, précisons qu'il s'est lancé dans le conseil parce que « consulter » est la contraction de « con » et « insulter » (insulter les gens et les prendre pour des cons).
On lui doit les slogans « construisons un monde meilleur en volant les fournitures de bureau » (son grand livre de théorie du business) et « rasez les baleines! » (en anglais, « shave the whales! » ne diffère que par une lettre de « save the whales! » qui signifie « sauvez les baleines ! »)...
Dogbert est un cynique revendiqué, ce qui étymologiquement est un juste retour des choses pour un chien.
Dogbert semble en fait aimer Dilbert bien plus qu'il ne le prétend : par exemple quand Catbert condamna Dilbert à mort puis le gracia, Dogbert afficha le plus total désintérêt alors qu'en réalité il avait menacé Catbert pour obtenir la grâce de Dilbert. Il l'a également défendu avec succès lors d'un procès, l'a fait revivre grâce à son ADN, l'a libéré des geôles des trolls du service comptable...

### Anecdote
Dogbert aurait dû être publié sous le nom de « Dildog », mais les éditeurs ont préféré le changer à cause de la ressemblance avec le mot anglais « dildo » (« godemichet »).

## Catbert

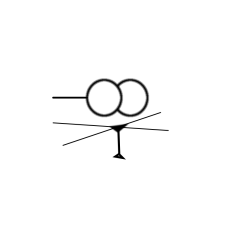
Catbert, « The evil director of human resource » (lunettes et moustaches)

Catbert est un chat qui occupe le poste de responsable des ressources humaines dans l'entreprise de Dilbert. Il fait son entrée comme Directeur du personnel en mars 1995, soit 6 ans après le lancement de la série.
Catbert est machiavélique et occupe son temps exclusivement à « pourrir » la vie des employés, par des décisions sadiques et des règlements kafkaïens. Contrairement au Boss à Tête de Pioche, il est intelligent et organisé, à la fois cru et cruel.
Ce personnage drôle et méchant reflète la vision qu'un employé peut avoir de la direction des ressources humaines : tout à fait inhumaine, aux décisions tellement incohérentes et humiliantes qu'on la soupçonne de planifier ces incongruités par penchant sadique. Catbert enchaîne les plans de licenciement avec un malin plaisir, qui contraste avec le sentiment de détresse et d'injustice qu'éprouve un employé dans pareil cas.
Scott Adams affirme qu'il se comporte comme un chat typique... en ce sens que comme tous les chats, vous pouvez mourir sans que cela le trouble dans son sommeil. Dans le cruel univers des entreprises dilbertiennes, c'est une qualité pour un DRH.

## Asok
Asok est un stagiaire, en fin de cursus à l'institut indien de technologie. Doté d'un QI de 240, il est très capable mais sa condition de stagiaire et son inexpérience des entreprises du monde de Dilbert fait qu'il se retrouve systématiquement avec les projets les moins intéressants ou les plus infaisables. Il subit également les blagues de ses collègues et se fait rabrouer par le boss à tête de pioche à la suite de mauvais conseils. Richard finit par le prendre sous son aile et lui apprend l'art d'être inutile sans dommage.
Il dispose de pouvoirs de télékinésie (prérequis indispensable à l'admission dans son école). Il peut déplacer des objets par la pensée ou faire exploser la tête de quelqu'un. Il lui est interdit d'en parler, mais ses collègues sont de toute façon indifférents.
C'est la caricature du stagiaire : plein de bonne volonté, du talent mais encore inadapté aux rouages des entreprises et donc le bouc émissaire favori des employés en poste et du management.
Il a été largement établi que le travail d'Asok le prive de toute vie sociale, notamment de relation amoureuse. C'est donc sans conséquences qu'Asok est officiellement déclaré homosexuel en février 2014, en protestation contre le caractère illégal de l'homosexualité en Inde.

## Bob le dinosaure
Il vit sous le canapé de Dilbert avec sa femme et son fils. Il est particulièrement stupide, faisant remarquer que son cerveau fait la taille d'une bille. Il est spécialisé dans le wedgie, ce qui lui vaut d'être régulièrement recruté par Dilbert et Dogbert pour régler des situations conflictuelles (Dogbert fait notamment appel à lui pour persuader Catbert de gracier Dilbert. Sachant que Catbert ne porte pas de vêtements, il est même capable de lui faire subir un wedgie sur sa propre fourrure).

## Carol
Elle travaille comme réceptionniste et secrétaire pour le boss à tête de pioche. Mariée, dotée de deux enfants insupportables, elle déteste son travail, le boss à tête de pioche et l'intégralité de ses collègues de bureau. Elle est presque constamment dépeinte par le boss comme la personne la moins importante du service, mais étant la seule à connaître les processus et les formulaires, aucune demande d'aucune sorte ne peut être faite sans son aide. Elle paralyse donc les demandes du service régulièrement et développe de multiples stratagèmes pour tuer le boss. Ce dernier a déjà tenté de la renvoyer, mais ne sachant pas quel formulaire employer, il a du y renoncer.